# 迈尔 (多姆山省)
迈尔（法語：Mayres，法語發音：[mɛʁ]）是法国多姆山省的一个市镇，属于昂贝尔区。

## 地理
迈尔（45°23'18"N, 3°41'42"E）面积12.49 平方千米，位于法国奥弗涅-罗讷-阿尔卑斯大区多姆山省，该省份为法国中南部省份，北起阿列省接壤，东临卢瓦尔省，南至上盧瓦爾省和康塔爾省，西接科雷兹省和克勒兹省。
与迈尔接壤的市镇（或旧市镇、城区）包括：拉沙佩勒热内斯特、马尔维耶尔、阿尔朗、多尔莱格利斯、诺瓦塞勒、圣索沃尔拉萨涅。

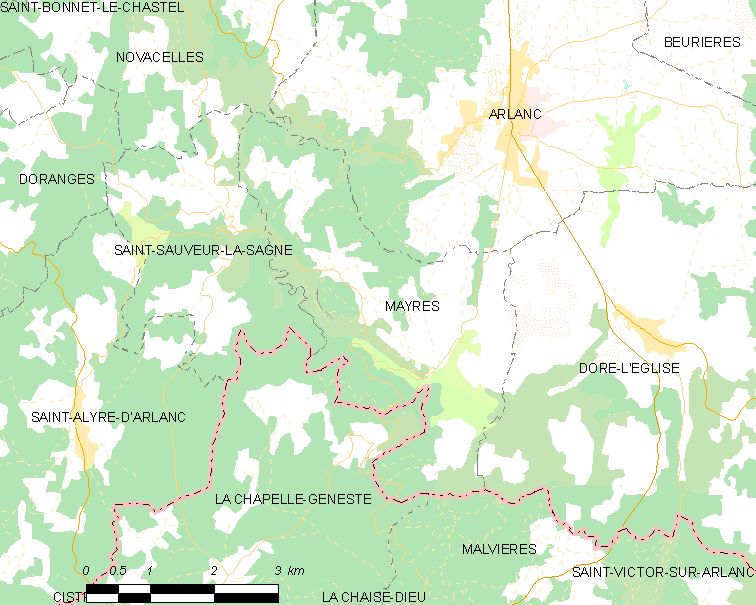
的OSM定位图

迈尔的时区为UTC+01:00、UTC+02:00（夏令时）。

## 行政
迈尔的邮政编码为63220，INSEE市镇编码为63218。

## 政治
迈尔所属的省级选区为昂贝尔县。

## 人口

1962-2008年间人口变化图示

迈尔于2022年1月1日时的人口数量为197人。